# Spirowskaja
Spirowskaja (ros. Спировская) – wieś w Rosji, w rejonie kiczmiengsko-gorodieckim obwodu wołogodzkiego. W 2010 r. liczyła 6 mieszkańców.